# 楊福祺
楊福祺，字子厚，號潤生。山東歷城縣（今屬濟南市）人。清朝政治人物。

## 生平
道光十八年（1838年）戊戌科進士。選翰林院庶吉士，散館授編修。官至安徽鳳陽府知府。